# ناحیه لوالابا
ناحیه لوالابا (به لاتین: Lualaba District) یک منطقهٔ مسکونی در جمهوری دموکراتیک کنگو است که در Katanga واقع شده‌است.